# William Beaudine
William Beaudine est un acteur et réalisateur américain, né le 15 janvier 1892 à New York, et mort d'une insuffisance rénale aiguë le 18 mars 1970 à Canoga Park, en Californie (États-Unis). Il est surtout un grand réalisateur du cinéma muet.

## Biographie
William Beaudine naît le 15 janvier 1892 à New York. Il commence une carrière d'acteur burlesque au temps du muet mais en 1916 il réalise son premier film. Ses premières réalisations, muettes, lui permettent de diriger des acteurs tels que Mary Pickford dans Little Annie Rooney, W. C. Fields dans The Old Fashioned Way ou Harry Langdon. Il tourne plus de deux cents films, toujours dans un temps très rapide, entre deux jours et deux semaines. Il réalise de nombreux films fantastiques en y développant toujours un aspect comique ainsi que des comédies burlesques comme celles mettant en scène les Bowery Boys.
Il travaille pour des producteurs spécialisés dans la série B comme la Monogram ou la P.R.C. Mort à Canoga Park en 1970, il est inhumé au Hollywood Forever Cemetery.

## Filmographie

### Années 1910
- 1912 : Through Dumb Luck de Dell Henderson
- 1915 : Diana of the Farm
- 1915 : The Hoodoo's Busy Day
- 1915 : Minnie the Tiger
- 1915 : Almost a King
- 1915 : The Bandits of Macaroni Mountain
- 1915 : The Caretaker's Dilemma
- 1916 : The Missing Mummy
- 1916 : Guardian Angels
- 1916 : The Tale of a Coat
- 1916 : Snoop Hounds
- 1916 : Artful Artists
- 1916 : Wurra-Wurra
- 1916 : Ham Takes a Chance
- 1916 : A Molar Mix-Up
- 1916 : Ham the Diver
- 1916 : Winning a Widow
- 1916 : A Riddle in Rascals
- 1916 : Maybe Moonshine
- 1916 : When Hubby Forgot
- 1916 : Ham Agrees with Sherman
- 1916 : The Eveless Eden Club
- 1916 : For Sweet Charity
- 1916 : At Bachelor's Roost
- 1916 : Ham and the Hermit's Daughter
- 1916 : The Trailing Tailor
- 1916 : From Altar to Halt'er
- 1916 : Trapping the Bachelor
- 1916 : Millionaires by Mistake
- 1916 : Fashion and Fury
- 1916 : Ham and Preparedness
- 1916 : Their Taking Ways
- 1916 : Counting Out the Count
- 1916 : Romeo of the Coal Wagon
- 1916 : Ham the Explorer
- 1916 : Musical Madness
- 1916 : The Inspector's Double
- 1916 : Lashed by Love
- 1916 : Bombs and Business
- 1916 : Beans and Bullets
- 1916 : A Crooked Mix-Up
- 1916 : A Shadowed Shadow
- 1916 : In Love with a Fireman
- 1916 : Their First Arrest
- 1916 : A Janitor's Vendetta
- 1916 : Scrappily Married
- 1916 : The Tramp Chef
- 1916 : Their Dark Secret
- 1916 : Jags and Jealousy
- 1916 : Toto Interferes
- 1916 : A Tale of a Turk
- 1917 : Love in Suspense
- 1917 : When Damon Fell for Phyllis
- 1917 : Mines and Matrimony
- 1917 : Barred from the Bar
- 1917 : The Miti Ranch
- 1917 : Love Me, Love My Biscuits
- 1917 : His Coming Out Party
- 1917 : Out for the Dough
- 1917 : Mule Mates
- 1917 : Rosie's Rancho
- 1917 : Gone, But Where?
- 1917 : Passing the Grip
- 1917 : Wanta Make a Dollar?
- 1917 : Art Aches
- 1917 : Whose Baby?
- 1917 : What the ---?
- 1917 : A Boob for Luck
- 1917 : The Careless Cop
- 1917 : Take Back Your Wife
- 1917 : The Leak
- 1917 : Left in the Soup
- 1917 : The Man with a Package
- 1917 : The Last Scent
- 1917 : The Boss of the Family
- 1917 : Uneasy Money
- 1917 : A Jungle Cruise
- 1917 : One Damp Day
- 1917 : 20,000 Legs Under the Sea
- 1917 : A Desert Dilemma
- 1917 : His Fatal Beauty
- 1917 : He Had 'em Buffaloed
- 1917 : Canning the Cannibal King
- 1917 : The Battling Bellboy
- 1917 : O-My the Tent Mover
- 1917 : Out Again, in Again
- 1917 : Behind the Map
- 1917 : Why They Left Home
- 1917 : Officer, Call a Cop
- 1917 : Hawaiian Nuts
- 1917 : The Fountain of Trouble
- 1917 : Who Done It?
- 1917 : The Cross Eyed Submarine
- 1917 : Crosseyed Submarine: Or, 20,000 Peeks Under the Sea
- 1917 : What'll We Do with Uncle?
- 1917 : A Bad Little Good Man
- 1917 : Won by a Fowl
- 1917 : A Sanitarium Scandal
- 1917 : Secret Servants
- 1918 : Easy Payments
- 1918 : Dan Cupid: M.D.
- 1918 : Mud : Sur les rives du Mississippi (Mud)
- 1918 : Eddie, Get the Mop
- 1918 : Mr. Briggs Closes the House
- 1918 : Mr. Miller's Economies
- 1918 : Flapjacks
- 1918 : The Poor Fish
- 1918 : A High Diver's Last Kiss
- 1918 : The Pie Eyed Piper
- 1919 : Mixed Wives
- 1919 : Brides for Two
- 1919 : A Rustic Romeo
- 1919 : Sea Sirens
- 1919 : He Who Hesitates

### Années 1920
- 1920 : Save Me, Sadie
- 1920 : Watch Your Step, Mother
- 1920 : Hearts and Diamonds
- 1920 : Petticoats and Pants
- 1920 : A Seaside Siren
- 1920 : Seven Bald Pates
- 1920 : A Home Spun Hero
- 1920 : Shuffle the Queens
- 1920 : Tea for Two
- 1920 : Back from the Front
- 1921 : Movie Mad
- 1921 : Ouija Did It!
- 1921 : Dead Easy
- 1921 : Twin Husbands
- 1921 : Who Kissed Me ?
- 1921 : Short and Snappy
- 1921 : Hubby Behave
- 1921 : Short and Sweet
- 1921 : Zulu Love
- 1921 : Hero Pro Tem
- 1921 : Ninety Days or Life
- 1921 : Oh Buddy!
- 1921 : Falling for Fanny
- 1921 : Pure and Simple
- 1921 : Fresh from the Farm
- 1922 : Le Crime de Roger Sanders (Watch Your Step)
- 1922 : Step Forward
- 1922 : Punch the Clock
- 1922 : Strictly Modern
- 1922 : Pardon My Glove
- 1922 : Dur à cuire (Catch My Smoke)
- 1922 : The Chased Bride
- 1922 : Heroes of the Street
- 1923 : Her Fatal Millions
- 1923 : Penrod and Sam (en)
- 1923 : The Printer's Devil
- 1923 : The Country Kid
- 1923 : Boy of Mine (en)
- 1924 : Daring Youth
- 1924 : Wandering Husbands
- 1924 : Daughters of Pleasure
- 1924 : A Self-Made Failure (en)
- 1924 : Cornered
- 1925 : Eat-a-Bite-a-Pie
- 1925 : Un grand timide (The Narrow Street)
- 1925 : L'École des dancing girls (A Broadway Butterfly)
- 1925 : How Baxter Butted In
- 1925 : La Petite Annie (Little Annie Rooney)
- 1925 : My Swedie
- 1926 : C'est pas mon gosse (That's My Baby)
- 1926 : Les Moineaux (Sparrows)
- 1926 : N'est pas bandit qui veut (en) (The Social Highwayman)
- 1926 : Chasseurs, sachez chasser ! (Hold That Lion!)
- 1926 : The Canadian
- 1927 : Frisco Sally Levy
- 1927 : Wild Wallops
- 1927 : Tout feu, tout flammes (The Life of Riley)
- 1927 : The Irresistible Lover
- 1928 : The Cohen and Kellys in Paris
- 1928 : Heart to Heart
- 1928 : Laura et son chauffeur (Home, James)
- 1928 : Do Your Duty
- 1928 : Une bonne combine (Give and Take)
- 1929 : Fugitives
- 1929 : Two Weeks Off
- 1929 : Hard to Get
- 1929 : La Petite Vendeuse des galeries (The Girl from Woolworth's)
- 1929 : Wedding Rings

### Années 1930
- 1930 : Those Who Dance
- 1930 : Road to Paradise
- 1930 : A Hollywood Theme Song
- 1931 : One Yard to Go
- 1931 : The College Vamp
- 1931 : Father's Son
- 1931 : Misbehaving Ladies
- 1931 : The Lady Who Dared
- 1931 : The Mad Parade
- 1931 : Penrod and Sam
- 1931 : The Great Junction Hotel
- 1931 : Men in Her Life
- 1932 : Three Wise Girls
- 1932 : Make Me a Star
- 1933 : The Crime of the Century
- 1933 : Dream Stuff
- 1933 : See You Tonight
- 1933 : Her Bodyguard (en)
- 1934 : Trick Golf
- 1934 : The Big Idea
- 1934 : La Parade du rire (The Old Fashioned Way)
- 1935 : Two Hearts in Harmony
- 1935 : So You Won't Talk
- 1935 : Dandy Dick
- 1935 : Boys Will Be Boys
- 1935 : Get Off My Foot
- 1935 : Mr. Cohen Takes a Walk
- 1936 : Where There's a Will (film, 1936) (en)
- 1936 : Educated Evans
- 1936 : It's in the Bag
- 1936 : Windbag the Sailor
- 1937 : Feather Your Nest
- 1937 : Said O'Reilly to McNab
- 1937 : Take It from Me
- 1938 : Torchy Gets Her Man
- 1939 : Torchy Blane in Chinatown

### Années 1940
- 1940 : She Done Him Right
- 1940 : Four Shall Die
- 1940 : Misbehaving Husbands
- 1941 : Up Jumped the Devil
- 1941 : Federal Fugitives
- 1941 : Emergency Landing
- 1941 : Mr. Washington Goes to Town
- 1941 : Desperate Cargo (en)
- 1941 : Mr. Celebrity (en)
- 1941 : The Miracle Kid
- 1941 : Blonde Comet
- 1942 : Professor Creeps
- 1942 : Duke of the Navy (en)
- 1942 : Broadway Big Shot (en)
- 1942 : Lucky Ghost
- 1942 : The Panther's Claw (en)
- 1942 : Men of San Quentin
- 1942 : Gallant Lady
- 1942 : One Thrilling Night
- 1942 : Phantom Killer (en)
- 1942 : Foreign Agent
- 1942 : The Living Ghost
- 1943 : L'Homme-singe (The Ape Man)
- 1943 : Clancy Street Boys
- 1943 : Spotlight Revue
- 1943 : Ghosts on the Loose
- 1943 : Here Comes Kelly
- 1943 : Mr. Muggs Steps Out
- 1943 : Mystery of the 13th Guest
- 1944 : What a Man!
- 1944 : L'Esprit diabolique (Voodoo Man)
- 1944 : Hot Rhythm
- 1944 : Detective Kitty O'Day
- 1944 : Follow the Leader
- 1944 : Leave It to the Irish
- 1944 : Oh, What a Night
- 1944 : Shadow of Suspicion
- 1944 : Bowery Champs
- 1944 : Crazy Knights
- 1945 : Les Fausses Pudeurs (Mom and Dad)
- 1945 : Adventures of Kitty O'Day
- 1945 : Fashion Model
- 1945 : Blonde Ransom
- 1945 : Swingin' on a Rainbow
- 1945 : Come Out Fighting
- 1945 : Les Enfants du marché noir (Black Market Babies)
- 1946 : Girl on the Spot
- 1946 : The Face of Marble
- 1946 : The Shadow Returns
- 1946 : Behind the Mask
- 1946 : One Exciting Week
- 1946 : Don't Gamble with Strangers
- 1946 : Les Dés sanglants (Below the Deadline)
- 1946 : Spook Busters
- 1946 : Mr. Hex
- 1946 : La Course au bonheur (Sweetheart of Sigma Chi)
- 1947 : Philo Vance Returns
- 1947 : Hard Boiled Mahoney
- 1947 : Too Many Winners
- 1947 : Killer at Large (en)
- 1947 : Gas House Kids Go West
- 1947 : News Hounds
- 1947 : Bowery Buckaroos
- 1947 : The Chinese Ring
- 1948 : Rocky
- 1948 : Angels' Alley
- 1948 : Jinx Money
- 1948 : The Shanghai Chest
- 1948 : The Golden Eye
- 1948 : Smugglers' Cove
- 1948 : Captif en mer (Kidnapped)
- 1948 : Jiggs and Maggie in Court
- 1948 : Charlie Chan à Mexico (en) (The Feathered Serpent)
- 1949 : Incident
- 1949 : The Lawton Story
- 1949 : Tuna Clipper
- 1949 : Forgotten Women
- 1949 : Trail of the Yukon (en)
- 1949 : Jiggs and Maggie in Jackpot Jitters
- 1949 : Tough Assignment

### Années 1950
- 1950 : A Wonderful Life
- 1950 : Blue Grass of Kentucky
- 1950 : Blonde Dynamite
- 1950 : Jiggs and Maggie Out West
- 1950 : Lucky Losers
- 1950 : County Fair
- 1950 : Second Chance
- 1950 : Blues Busters
- 1950 : Again... Pioneers
- 1951 : Bowery Battalion
- 1951 : Cuban Fireball
- 1951 : Ghost Chasers
- 1951 : Let's Go Navy! (en)
- 1951 : Havana Rose
- 1951 : Crazy Over Horses
- 1952 : The Congregation
- 1952 : Rodeo (en)
- 1952 : Hold That Line (en)
- 1952 : Jet Job
- 1952 : Here Come the Marines
- 1952 : The Rose Bowl Story
- 1952 : Yukon Gold
- 1952 : Bela Lugosi Meets a Brooklyn Gorilla
- 1952 : Feudin' Fools
- 1952 : No Holds Barred
- 1953 : For Every Child
- 1953 : Jalopy
- 1953 : Born to the Saddle
- 1953 : Roar of the Crowd
- 1953 : Murder Without Tears (en)
- 1954 : The Hidden Heart
- 1954 : Yukon Vengeance
- 1954 : Paris Playboys
- 1954 : Pride of the Blue Grass
- 1954 : City Story
- 1954 : Le Kid atomique (The Atomic Kid)
- 1955 : Each According to His Faith
- 1955 : The Beginning
- 1955 : High Society
- 1955 : Jail Busters
- 1956 : The Further Adventures of Spin and Marty (série TV)
- 1956 : Design for Dreaming
- 1956 : Sur la piste de l'Oregon (Westward Ho the Wagons!)
- 1957 : Up in Smoke
- 1958 : In the Money
- 1959 : The Secret of the Gift

### Années 1960 et 1970
- 1960 : Les Dix Audacieux (Ten Who Dared)
- 1963 : Lassie's Great Adventure
- 1966 : Jesse James contre Frankenstein (Jesse James Meets Frankenstein's Daughter)
- 1966 : Billy the Kid contre Dracula (Billy the Kid vs. Dracula)
- 1974 : Le Frelon vert
- 1976 : Fury of the Dragon